# Francisco Pintado Fe (escultura)
L'escultura urbana coneguda pel nom Francisco Pintado Fe, ubicada a la placeta on es troba l'edifici de l'Escola Superior de Mines, front el carrer Independencia, a la ciutat d'Oviedo, Principat d'Astúries, Espanya, és una de les més d'un centenar que adornen els carrers de l'esmentada ciutat espanyola.
El paisatge urbà d'aquesta ciutat, es veu adornat per obres escultòriques, generalment monuments commemoratius dedicats a personatges d'especial rellevància en un primer moment, i més purament artístiques des de finals del segle xx.
L'escultura, feta de bronze, és obra de Miguel Álvarez Fernández, i està datada el 1994.
Es tracta d'un bust amb el qual es vol homenatjar l'enginyer Francisco Pintado Fe. L'obra representa la cara de l'enginyer i al pedestal, sobre el qual està col·locat, es llegeix la següent llegenda: «Francisco Pintado Fe, ilustre ingeniero de minas, prestigioso investigador e hijo adoptivo de Asturias, Junio 1994».